# Феофан Грек (монеты)
Феофан Грек (монеты) — серия памятных монет Центрального банка Российской Федерации, посвящённых мастеру иконописи.

Феофа́н Грек (около 1340 — около 1410) — великий русский и византийский иконописец, миниатюрист и мастер монументальных фресковых росписей.

## История выпуска
В данной серии четыре монеты, все они выполнены из драгоценных металлов, в данном случае — из серебра и золота. Отчеканены в июле 2004 года.

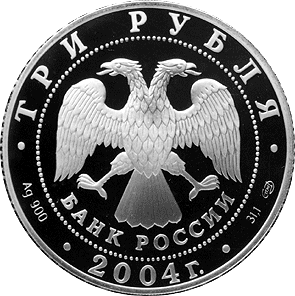
3 рублевая монета 2004 года из серебра 900 пробы (аверс). Каталожный номер: 5111-0133.
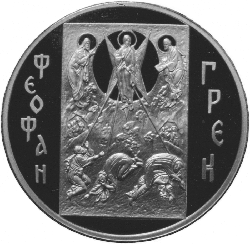
3 рублевая монета 2004 года из серебра 900 пробы (реверс). Каталожный номер: 5111-0133.
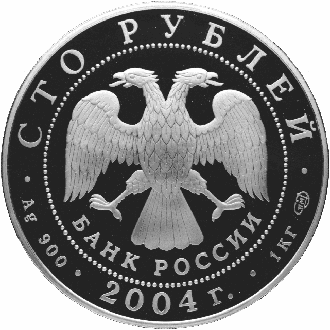
100 рублевая монета 2004 года из серебра 900 пробы (аверс). Каталожный номер: 5117-0025.
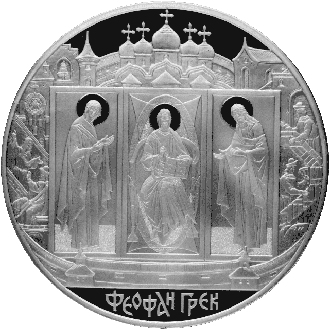
100 рублевая монета 2004 года из серебра 900 пробы (реверс). Каталожный номер: 5117-0025.

- Монета из серебра 900 пробы номиналом 3 рубля тиражом 8 000 штук.
- Монета из серебра 900 пробы номиналом 100 рублей тиражом 500 штук.
- Монета из золота 999 пробы номиналом 50 рублей тиражом 1 500 штук.
- Монета из золота 999 пробы номиналом 50 000 рублей тиражом 100 штук.

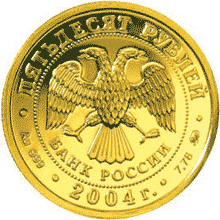
50 рублевая монета 2004 года из золота 999 пробы (аверс). Каталожный номер: 5216-0053.
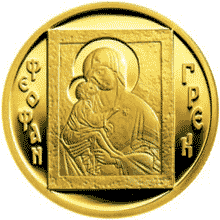
50 рублевая монета 2004 года из золота 999 пробы (реверс). Каталожный номер: 5216-0053.
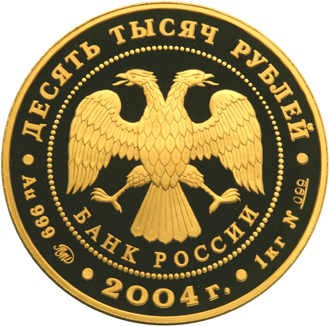
10 000 рублевая монета 2004 года из золота 999 пробы (аверс). Каталожный номер: 5221-0006.
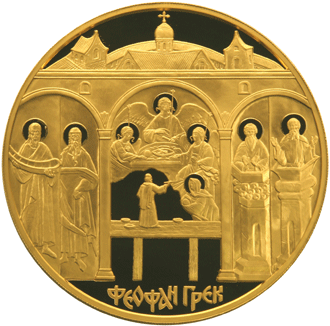
10 000 рублевая монета 2004 года из золота 999 пробы (реверс). Каталожный номер: 5221-0006.